# João I de Antioquia
João de Antioquia foi patriarca de Antioquia (429-441) pertencente a um grupo moderado de patriarcas orientais durante a controvérsia nestoriana e o Concílio de Éfeso. João foi amigo de Nestório tendo ele pedido, em carta, para que seu amigo não conturbasse a os cânones dos padres orientais em relação ao uso do título Teótoco da Virgem Maria. Nestório então envia-lhe 12 anátemas de Cirilo de Alexandria e alguns sermões de sua autoria como sua defesa; João decide então ficar contra Cirilo.
Em novembro de 430 muitos bispos do oriente foram convocado para participar do Concílio do Éfeso que iniciou-se em junho de 431. Quando o concílio estava por começar João não havia chegado. Seis dia após o começo da reunião eclesiástica, João deu início a um contra-concílio no qual declarou injusta a deposição de Nestório, recusou-se a reconhecer o bispo constantinopolitano Maximiano e cismou-se com Alexandria e Roma. Posteriormente realizou um sínodo em Antioquia onde anatemizou Cirilo e seus partidários.
O imperador Teodósio II enviou a Antioquia e Alexandria um tribuno, Aristolas, para forjar as pazes entre estes patriarcados. Em 433 João enviou a Alexandria um de seus bispos, Paulo de Emsa, para pregação na cidade. Em abril do mesmo ano João assinou uma fórmula preparada por Cirilo na qual condenava Nestório de modo que Cirilo escreveu para o papa Sisto III (r. 432–440) afirmando que as pazes haviam sido seladas. Como consequência muitos bispos siríacos cortaram relações com João afirmando que o mesmo havia se afastado da fé, além disso o diácono católico Máximo considerava João muito conivente com tais hereges. Cirilo, por meio de cartas, consegue contornar a situação de modo a apaziguar os ânimos dos bispos.
Quando um definitivo cisma nestoriano eclodiu em Edessa houve uma renúncia a obediência à Antioquia. João, por meio de seu poder civil, tentou deliberadamente acabar com o cisma, porém, não logrou sucessos. Uma consequência de sua interferência foi o início da perseguição dos cristãos nestorianos que encontraram como saída a fuga através da fronteira com a Pérsia. João morre em 441.